# Testament (wiersz Tarasa Szewczenki)

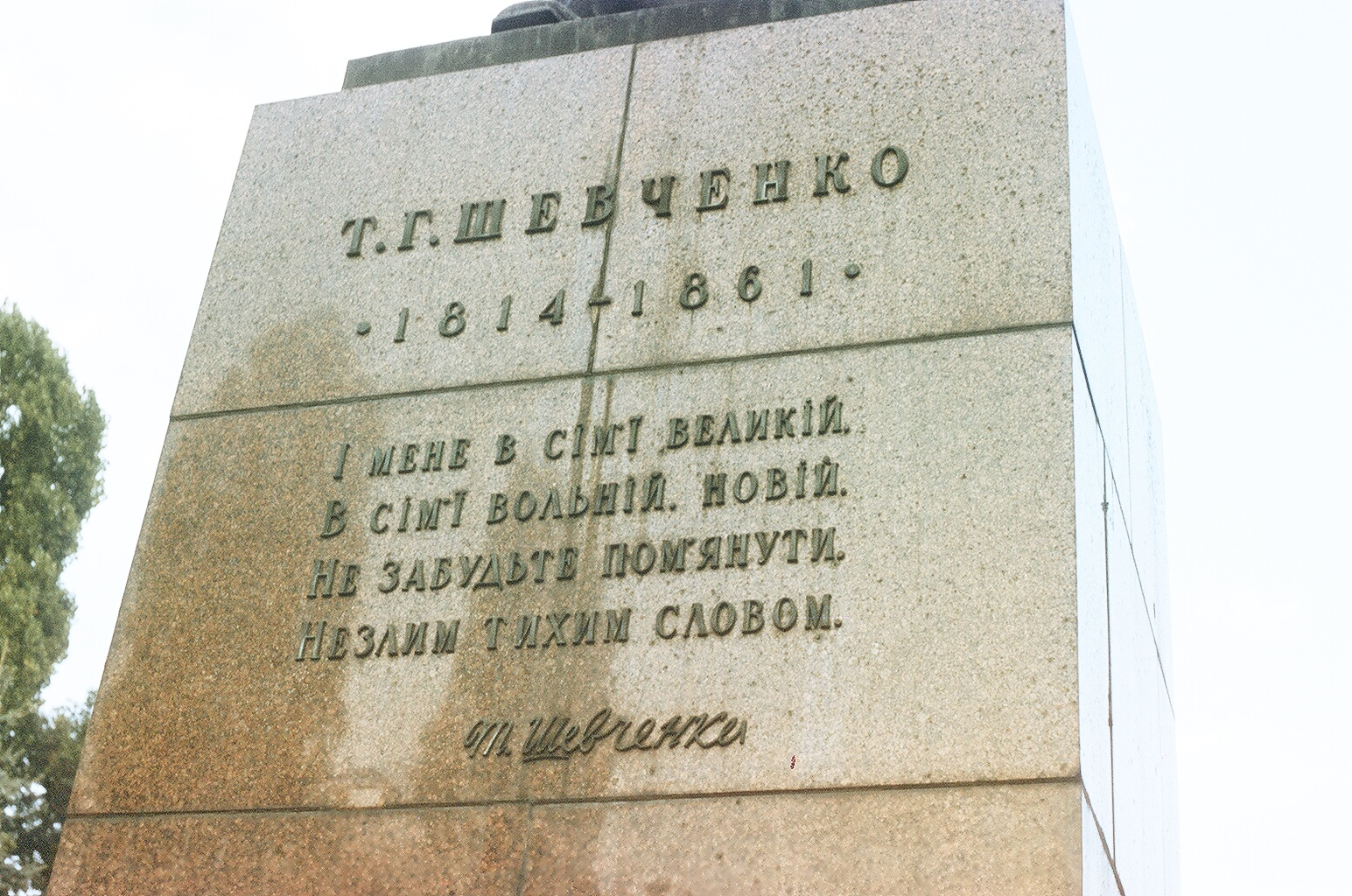
Fragment utworu na cokole pomnika autora w Kijowie

Testament (oryg. ukr. Заповіт) – wiersz Tarasa Szewczenki z 1845.

## Okoliczności powstania
Wiersz datowany jest na 25 grudnia 1844. Został napisany w czasie pobytu poety w Perejasławiu, w domu A. Kozaczkowskiego, w trakcie jego podróży po Ukrainie, gdy Szewczenko ciężko zachorował i był przekonany o rychłej śmierci. Testament miał być uzupełnieniem przesłania zawartego w napisanym w tym samym miesiącu utworze Do umarłych i żywych i nienarodzonych rodaków moich na Ukrainie i nie na Ukrainie list mój przyjacielski. Podczas gdy wymieniony list poetycki wzywał Ukraińców do zgody narodowej, Testament stanowił otwarte wezwanie do działania w celu odzyskania niepodległości.
Po wyzdrowieniu, w trakcie porządkowania napisanych w czasie pobytu na Ukrainie utworów, Szewczenko włączył Testament do zbioru Trzy lata jako jego finałowy utwór i przesłanie całego cyklu. Tytuł Testament nie pochodzi od autora, ale od wydawcy przygotowującego do druku wydanie Kobziarza z 1867, w którym zawarty został fragment tekstu. Od tego czasu jest jednak powszechnie stosowany w odniesieniu do wiersza.

## Treść
Poeta zwraca się do rodaków z prośbą, by pochowali go, gdy umrze, w miejscu, z którego będzie widział ukraińskie pola, skały i nurt Dniepru. Zapowiada, że kiedy rzeka zmyje z Ukrainy całą "wrażą krew", wówczas on sam porzuci wszystko, czym się do tej pory zajmował i powróci do Boga – wcześniej jednak nie uzna jego istnienia. Wreszcie wzywa Ukraińców, by drogą zbrojnego powstania odzyskali wolność, nie cofając się przed krwawą walką, zaś w niepodległym już kraju, który będzie ich wspólną rodziną, od czasu do czasu wspomnieli także i jego.

## Cechy utworu
Dzieło stanowi przedłużenie napisanego wcześniej poematu Sen, uzupełniając jego antycarski wydźwięk konkretnym wezwaniem do działania: buntu przeciw obecnej sytuacji Ukrainy i budowie niepodległego kraju. Tym samym dzieło konkretyzuje również przesłanie listu poetyckiego Do umarłych i żywych i nienarodzonych rodaków moich na Ukrainie i nie na Ukrainie list mój przyjacielski napisanego kilka tygodni wcześniej. Dzieło oparte jest na poetyce kontrastu: rozpoczyna je utrzymany w spokojnym tonie monolog poety, proszącego o mogiłę położoną wśród stepów nad brzegiem Dniepru, zaś kończy dramatyczne wezwanie do buntu i "obmycia wolności krwią", zbliżone do estetyki wystąpień antycarskich zawartych w utworach Sen i Kaukaz, a także do wcześniejszego poematu Hajdamacy.
Popularność Testamentu wśród ukraińskich działaczy niepodległościowych była bardzo duża. Marian Jakóbiec podkreśla, że dzieło ze względu na swój polityczny wydźwięk było przez nich traktowane niemal jak drugi hymn narodowy. Testament był również wykorzystywany w publikacjach propagandowych ukraińskich i rosyjskich socjalistów, którzy interpretowali utwór jako wezwanie do buntu społecznego, łącząc utwór z tymi dziełami Szewczenki, w których dopatruje się on głównych wrogów Ukrainy nie w całych narodach, ale w warstwach najzamożniejszych, uciskających chłopów ukraińskich ekonomicznie (np. Do Polaków, Chłodny Jar). Cytaty z Testamentu wykorzystywała również radziecka propaganda okresu II wojny światowej, wzywając do walki z hitlerowskimi Niemcami po ich napaści na ZSRR
Jeszcze w latach 60. XIX wieku do Testamentu muzykę układali Michał Werbycki i Mykoła Łysenko, w późniejszym okresie także Hordij Hładki. Tekst wiersza był również wykorzystywany w kantatach S. Ludkiewicza, B. Latoczyńskiego, W. Barwińskiego i L. Rewuckiego. Ogólnie znanych jest ponad 60 wokalnych utworów, które wykorzystują tekst Testamentu.

## Publikacja
Testament został po raz pierwszy wydrukowany w zbiorowym wydaniu nowszych utworów Szewczenki i dzieł Puszkina w Lipsku w 1859, gdzie otrzymał tytuł Dumka. Na obszarze Rosji po raz pierwszy mógł w całości ukazać się drukiem dopiero w 1907. Wcześniej, w wydaniu Kobziarza z 1867, pojawił się w wersji okrojonej, bez części mającej charakter wezwania do powstania narodowego (wydrukowano tylko pierwsze osiem wersów utworu).